# Amtsgericht Carolath
Das Amtsgericht Carolath war ein preußisches Amtsgericht mit Sitz in Carolath.

## Geschichte
In Carolath bestand von 1849 bis 1879 die Gerichtskommission Carolath des Kreisgerichts Freystadt. Das königlich preußische Amtsgericht Carolath wurde mit Wirkung zum 1. Oktober 1879 als eines von 14 Amtsgerichten im Bezirk des Landgerichtes Glogau im Bezirk des Oberlandesgerichtes Breslau gebildet. Der Sitz des Gerichtes war Carolath. Sein Gerichtsbezirk umfasste aus dem Landkreis Freystadt i. Niederschles. die Amtsbezirke Liebenzig und Tschiefer sowie Teile des Amtsbezirks Schlawa. Am Gericht bestand 1880 eine Richterstelle. Das Amtsgericht war damit ein kleines Amtsgericht im Landgerichtsbezirk.
In Folge der Weltwirtschaftskrise wurden 60 Amtsgerichte auf Grund von Sparverordnungen aufgehoben. Mit der Verordnung über die Aufhebung von Amtsgerichten vom 30. Juli 1932 wurde das Amtsgericht Carolath zum 30. September 1932 aufgehoben und sein Sprengel auf die Amtsgerichte Beuthen an der Oder (Landgemeinden Bielawe, Carolath, Hohenborau, Reinberg, Rosenthal und Thiergärten und ein Gutsbezirk), Glogau (Landgemeinde Grochwitz), Kontopp (Landgemeinden Buchwald, Eichau, Kattersee und Liebenzig) und Neusalz (Landgemeinden Aufhalt, Lippen und Tschiefer und der Gutsbezirk Tschiefer) verteilt.